# Mr. Dressup

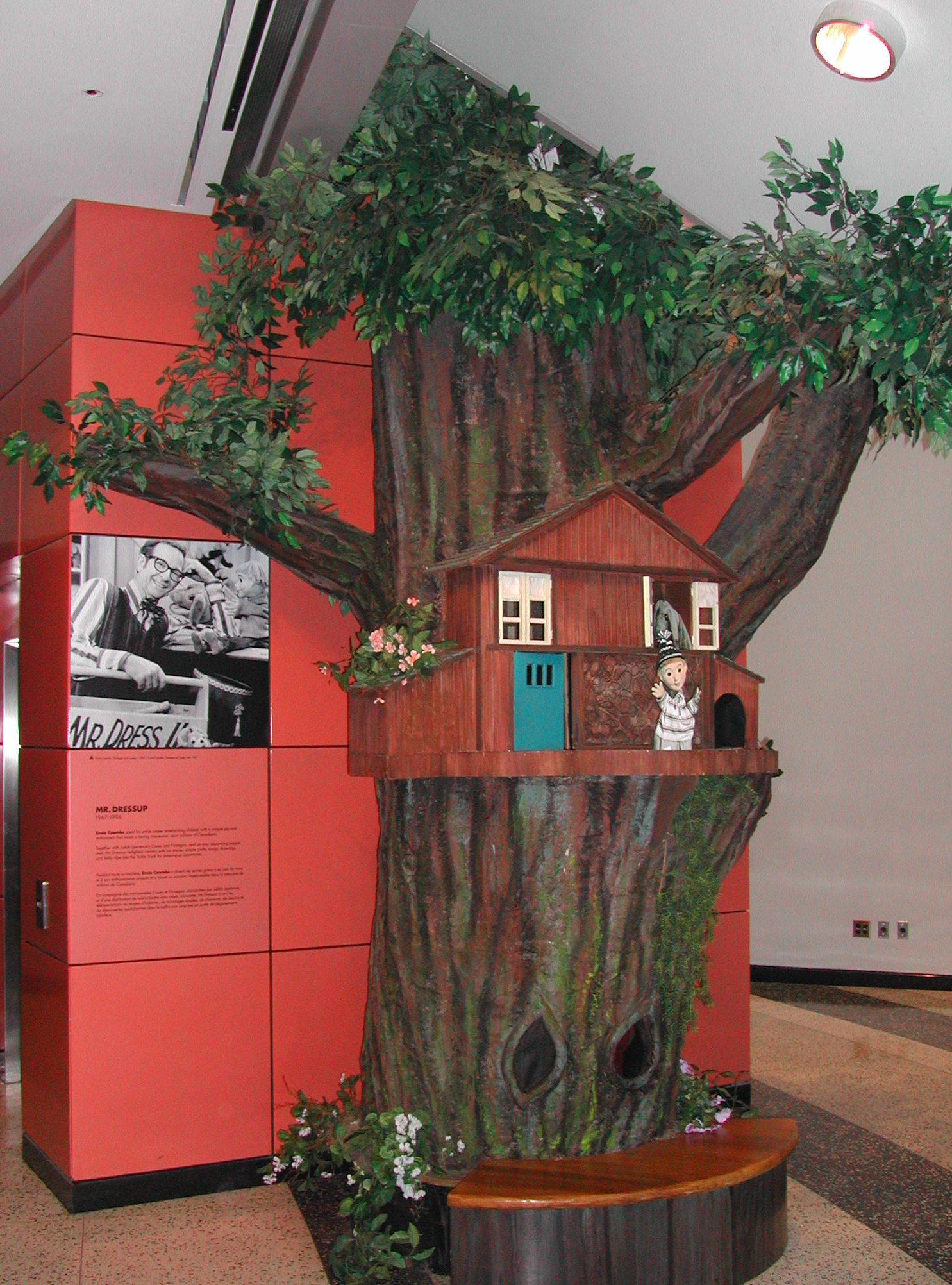
Fotografia da casa da árvore de Mr. Dressup em um estúdio da Canadian Broadcasting Centre, em Toronto, Ontário, Canadá.

Mr. Dressup foi um programa televisivo infantil canadense, que foi ao ar pela CBC de 1967 a 1996.
A série estrelava Ernie Coombs como Mr. Dressup, e ia ao ar toda segunda-feira de manhã.

## Discografia
- Mr. Dress Up (1967)
- Mr. Dressup: Happy Birthday Alligator Al (1976)
- Mr. Dressup and Friends: For a Song (1979)
- Wake Up Mr. Dressup! (1982)
- Mr. Dressup

## Ver tambem
- Ernie Coombs